# Epekofit

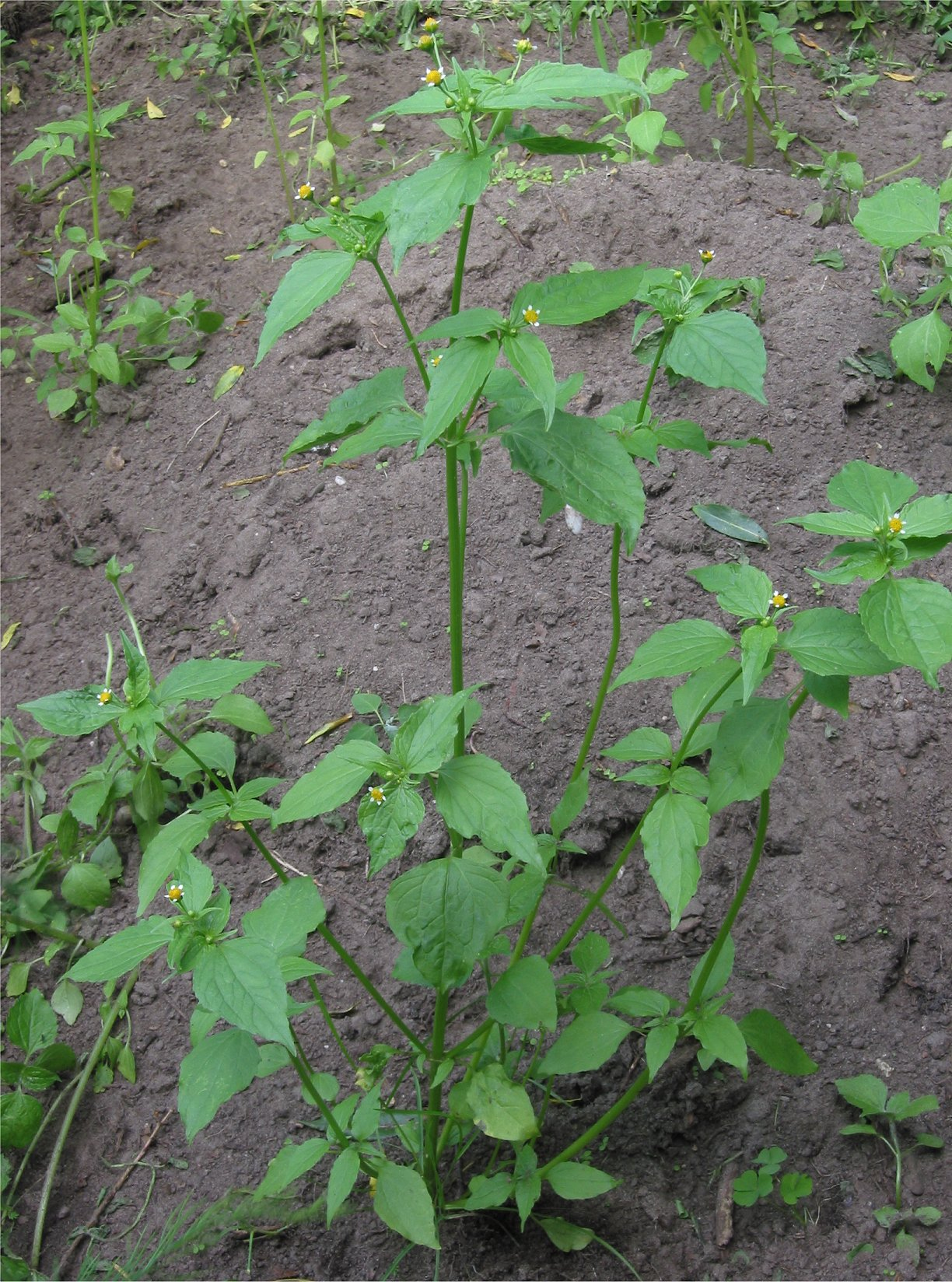
Żółtlica drobnokwiatowa – epekofit pochodzący z Ameryki Południowej (Andy), uciekinier z ogrodów botanicznych, zdziczały na siedliskach antropogenicznych

Epekofit – gatunek roślin obcego pochodzenia, który przybył z innych rejonów geograficznych w ostatnich czasach i występuje w siedliskach ruderalnych i segetalnych. Za graniczną datę przyjmuje się XV w. (odkrycie Ameryki, które zapoczątkowało migrację gatunków na ogromną, niespotykaną wcześniej skalę). Epekofity albo zostały przez człowieka celowo introdukowane, albo zostały przypadkowo zawleczone, albo też rozprzestrzeniły się samorzutnie za pomocą wiatru (anemochoria) czy zwierząt (zoochoria). Bardzo dużą rolę w rozprzestrzenianiu się roślin na inne obszary geograficzne odgrywa człowiek. Z ogromnej ilości  gatunków roślin obcych uprawianych jako rośliny uprawne niektóre przypadkowo rozprzestrzeniły się w siedliskach naturalnych lub synantropijnych, inne przypadkowo zostały zawleczone wraz z transportem towarów. Większość z nich pochodzi z podobnej strefy klimatycznej.
Epekofity zaliczane są do grupy metafitów i kenofitów. Pojęcia te używane są podczas analizy geograficzno-historycznej flory.